# Periodo della ceramica Jeulmun

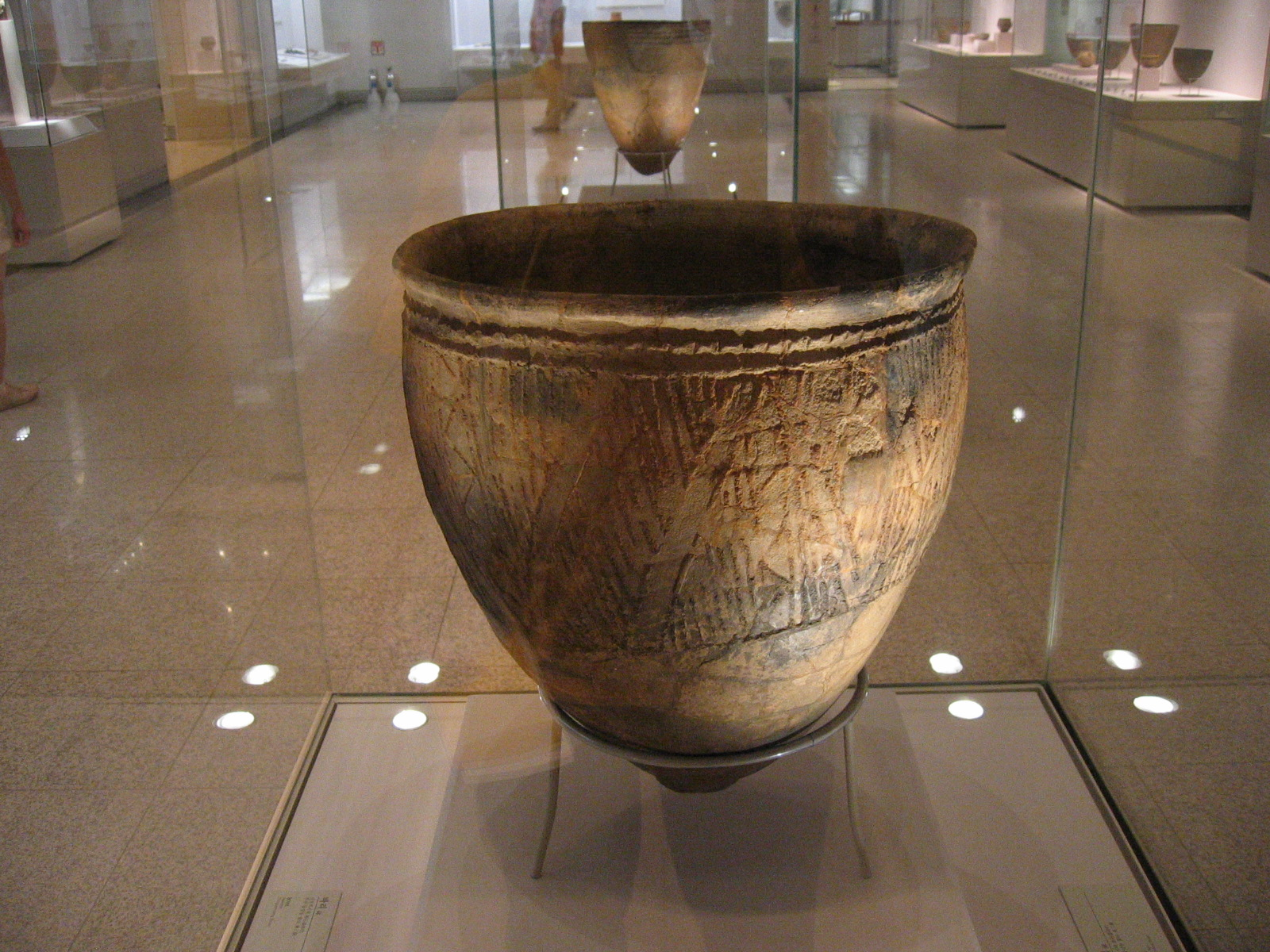
Vaso in terracotta con decoro in rilievo applicato. Jeulmun, fase 2 (5000-4000 a.C.). Scoperto a Pusan, costa sud-est. Conservato presso il Museo nazionale della Corea.

Il periodo della ceramica Jeulmun (즐문?, 櫛文?, JeulmunLR, ChŭlmunMR; ceramica a pettine) è un periodo della preistoria della Corea che si estende approssimativamente dall'8000 al 1500 a.C. Come il resto dell'Asia del nord-est, la Corea è una delle più antiche regioni ad aver fabbricato recipienti in ceramica. Questo periodo è considerato come il Neolitico coreano, ma differisce per l'assenza di un'agricoltura intensiva perché l'alimentazione resta basata sulla pesca, la caccia e la raccolta (di conchiglie, in particolare). Ciononostante, la cultura del miglio è attestata su vari siti: il miglio degli uccelli (setaria italica), tra gli altri, costituisce un apporto alimentare molto secondario.
L'inizio di questo periodo è segnato dall'innalzamento del livello del mare causato dalla fine dell'Era glaciale: dall'8000 al 4000 a.C., il mare sale di 30 metri per raggiungere il suo livello attuale e finisce di fare della Corea una penisola. Un fenomeno che ha colpito particolarmente le zone di pianura del Mar Giallo e dello stretto di Corea. Gli insediamenti costieri sono stati dunque progressivamente sommersi, via via che indietreggiavano davanti alla salita delle acque.

## La cultura Jeulmun e il suo studio attuale
Esistevano, nel 2015, 871 siti Jeulmun (tra l'8000 e il 1500 a.C.) sull'insieme della penisola, 222 dei quali sono stati perlustrati, ossia 148 in Corea del Nord (120 000 km2) e 723 in Corea del Sud (100 000 km2). Questa differenza riflette probabilmente la disuguaglianza nel numero di ricerche tra gli Stati.
I siti perlustrati si dividono in tre categorie: gli ammassi conchiliacei di focolari, le strutture di pietre impilate e/o seminterrate, infine gli insediamenti con abitazioni seminterrate. Numerosi siti sono stati scoperti su ammassi conchiliacei, il che pone problemi, perché alcuni sono considerati sia come luoghi di residenza stagionale, sia come luoghi di residenza permanente, benché pochissimi tra di essi siano associati ad abitazioni seminterrate.
Sulla lunga dura di questo periodo la popolazione si è accresciuta, ma gli abitati sono rimasti di piccolissime dimensioni (spesso, tra una e cinque abitazioni) a parte alcuni, molto rari, grossi villaggi (tra 24 e 66 abitazioni, per la fase 3, di sviluppo massimo). Non è escluso che questi grossi villaggi siano stati il risultato del fatto che le popolazioni si sarebbero raggruppate in maniera stagionale o periodica, per rituali, feste e competizioni.
In nessun momento si distinguono segni di differenziazione sociale verticale, di gerarchia. Per contro, nel corso della fase di sviluppo della ceramica detta "a pettine" (4000-3000 a.C.) si possono percepire certe differenze sociali "orizzontali", nelle abitazioni. Ma si potrebbe trattare di luoghi di raggruppamento per genere, od occasionale / stagionale. A differenza delle rappresentazioni ammesse fino al 2012, non si constata l'emergere di una qualunque élite tra il 2500 e il 1500 a.C.. Al contrario, la popolazione non cessa di crescere e scompare, al tempo stesso, ogni segno di differenziazione sociale. L'Età del bronzo dunque non appare più come il seguito logico del periodo Jeulmun.

## Cronologia
La ceramica Jeulmun propriamente detta, cioè con motivo "a pettine" (in inglese: comb-patterned pottery), si espande e domina tutte quelle che l'hanno preceduta verso il 3500 a.C. La usa presenza, su tutto il territorio, ha permesso di dare il nome a questo antico periodo, ma la produzione di ceramica non si limita, tutt'altro, alla sola ceramica "a pettine". Le cronologie tradizionali si appoggiano su queste diverse produzioni di ceramica, distinguendo tra Jeulmun "incipiente", "iniziale", "medio" e "tardo", ma pongono un problema. Così il "periodo Jeulmun medio" può riferirsi a sequenze temporali diverse, come il 4500-3500 a.C., il 4000-3000 a.C. o il 3500-3000 a.C., secondo i ricercatori e secondo le regioni considerate. Ora, su questa lunghissima durata è necessario distinguere varie fasi che permettono, nondimeno, un approccio più agevole. Uno studio di antropologia riguardante l'habitat e pubblicato nel 2015, permette di rivedere le idee ammesse anticamente. La cronologia di questo studio è basata sulla datazione del carbonio-14 (e non sui tipi di ceramiche) e si articola in cinque fasi.

### Fase 1: 8000-5000 a.C.
I resti più antichi di ceramiche avrebbero un'età compresa tra quasi 10 000 e più di 7000 anni prima dell'era volgare. Queste ceramiche Jeulmun arcaiche, di tipo Mumun-yang, le più antiche della Corea fino al 2015, sono state scoperte sul sito di Kosan-ri (o Kosan-ni), sull'isola di Jeju, nel contesto di microliti che indicano una cultura della fine del Paleolitico. Le 10 abitazioni sono seminterrate. Queste ceramiche sono state scoperte anche sul sito di Osan-ri e infine su quello di Ojin-ri. Esse non portano alcune decoro e poggiano su un fondo piatto. Questi siti contengono anche ceramiche della fase seguente, di tipo Yunggimun.
Il sito di Kosan-ri è stato occupato circa 8000 anni prima della nostra era e in seguito, nel corso di varie fasi, fino al 4000 a.C., proprio come il sito di Munam-ri. Su quello di Osan-ri la maggior parte delle 17 abitazioni appartengono alle fasi 2 e 3 (5000-3000 a.C.), una sola appartiene alla fase 11. Il sito di Ojin-ri è una cavità ai piedi di una parete rocciosa a strapiombo.

### Fase 2: 5000-4000 a.C.

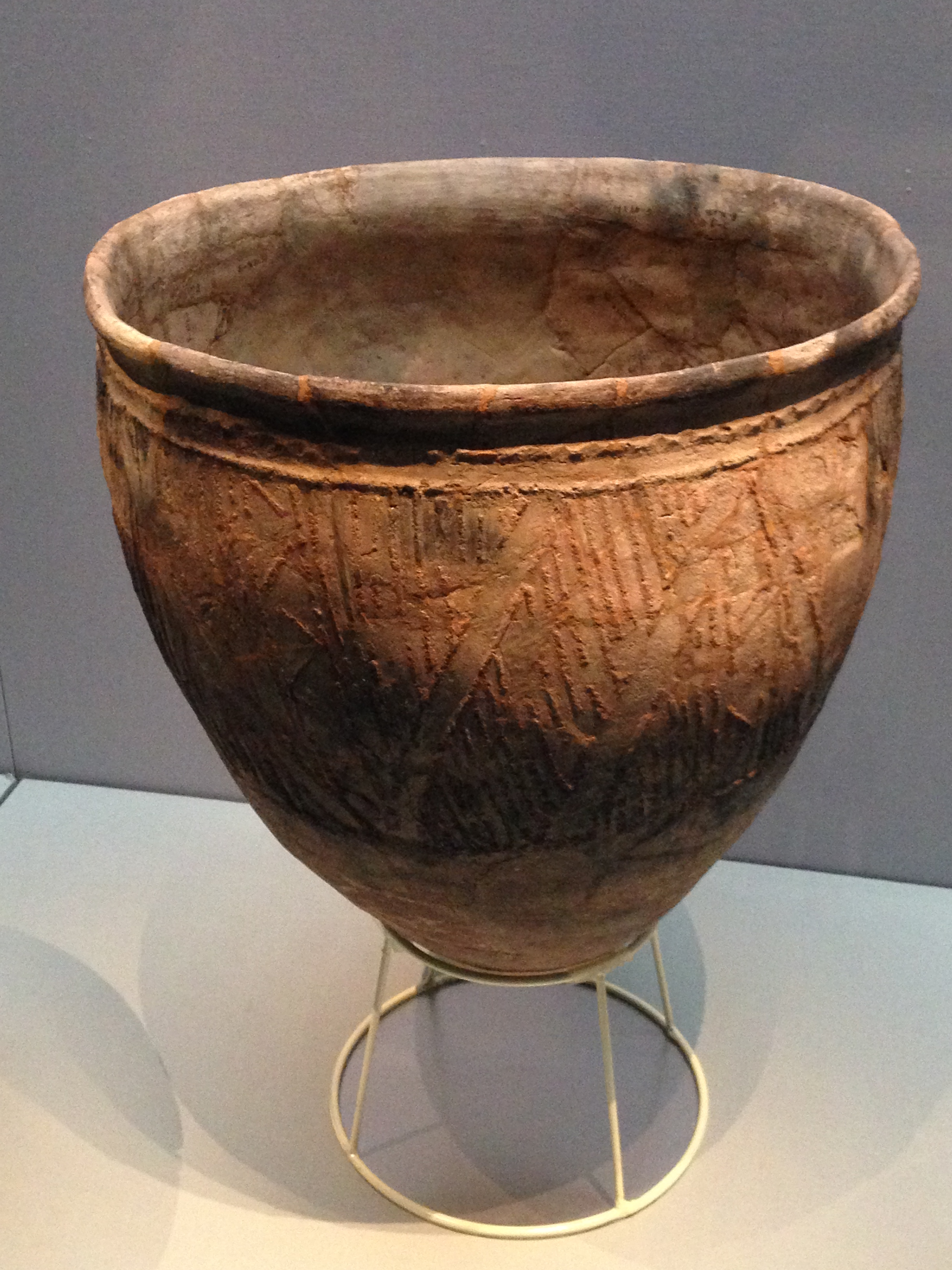
Vaso. Terracotta. Decoro applicato. 5000-4000 a.C. Su un sito di Pusan, costa sud-est. Museo nazionale della Corea

La ceramica che porta un decoro in rilievo applicato (in inglese: raised-design pottery) è conosciuta sotto il nome di Yunggimun. Essa proviene dalla costa est e dal sud della penisola. Sono i siti di Osan-ri (da cui il tipo detto "Osan-ri" o "Kosan-ni"), Munam-ri (Goseong, Gangwon), Dongsam-dong (di fronte a Pusan) e Song-do (Yeosu). Questa ceramica è costituita essenzialmente da tazze a fondo piatto, decorate con motivi in rilievi applicati, sbalzati e schiacciati e richiamano, su questo punto, le ceramiche del periodo Jōmon dell'antico Giappone. Ma il sito di Osan-ri di questo periodo contiene un altro tipo di ceramica a fondo piatto: decorato sul labbro da fregi di piccoli punti, punzonati e stampati.
Le abitazioni della fase 2, corrispondenti ai siti di Osan-ri, Munam-ri, Song-do e Tongsam-do sono piccoli raggruppamenti utilizzati in maniera intermittente. Il più importante, Osan-ri, contiene 17 abitazioni di cui 13 possono appartenere a questa fase. Questa fase è caratterizzata da piccoli villaggi semipermanenti situati presso il litorale della Corea del Sud: a nord-est per Munam-ri e Osan-ri, a sud per Tongsam-dong (Ubong-ri sulla costa di Ulsan) e Song-do. L'habitat sarebbe costituito da capanne rotonde sempinterrate ricoperte da un tetto di rami e adatte a quattro o cinque persone. Sono praticate la caccia e la pesca e sono impiegati anche i frutti di mare. Riso fitolito risalente al 4300 a.C. è stato ritrovato nelle ceramiche, ma senza che se ne possa dedurre alcunché.

### Fase 3: 4000-3000 a.C.

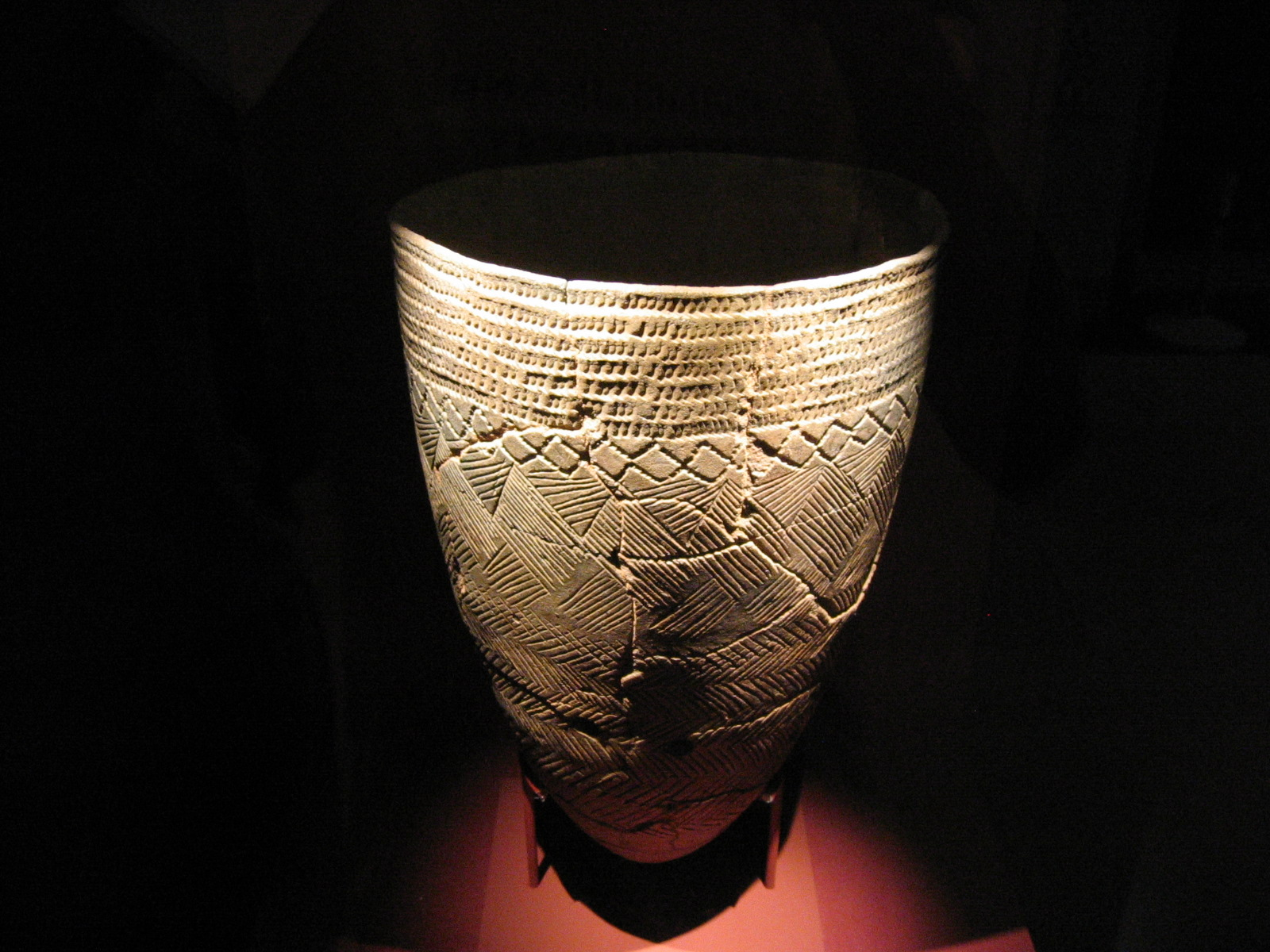
Vaso. Terracotta. Stile classico Jeulmun con decoro a pettine. Neolitico medio. Museo nazionale della Corea

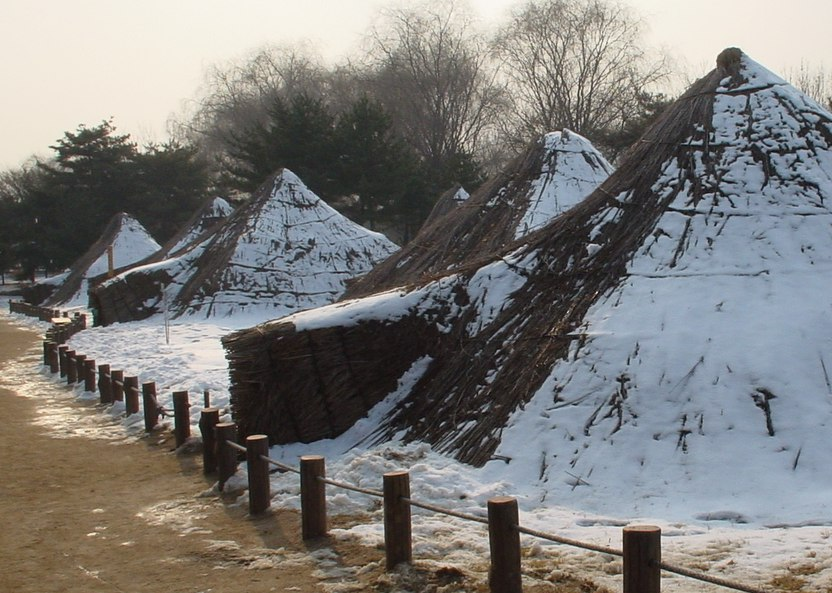
Fase 3: ricostruzione di un habitat sul sito di Amsa-dong (30 abitazioni seminterrate)

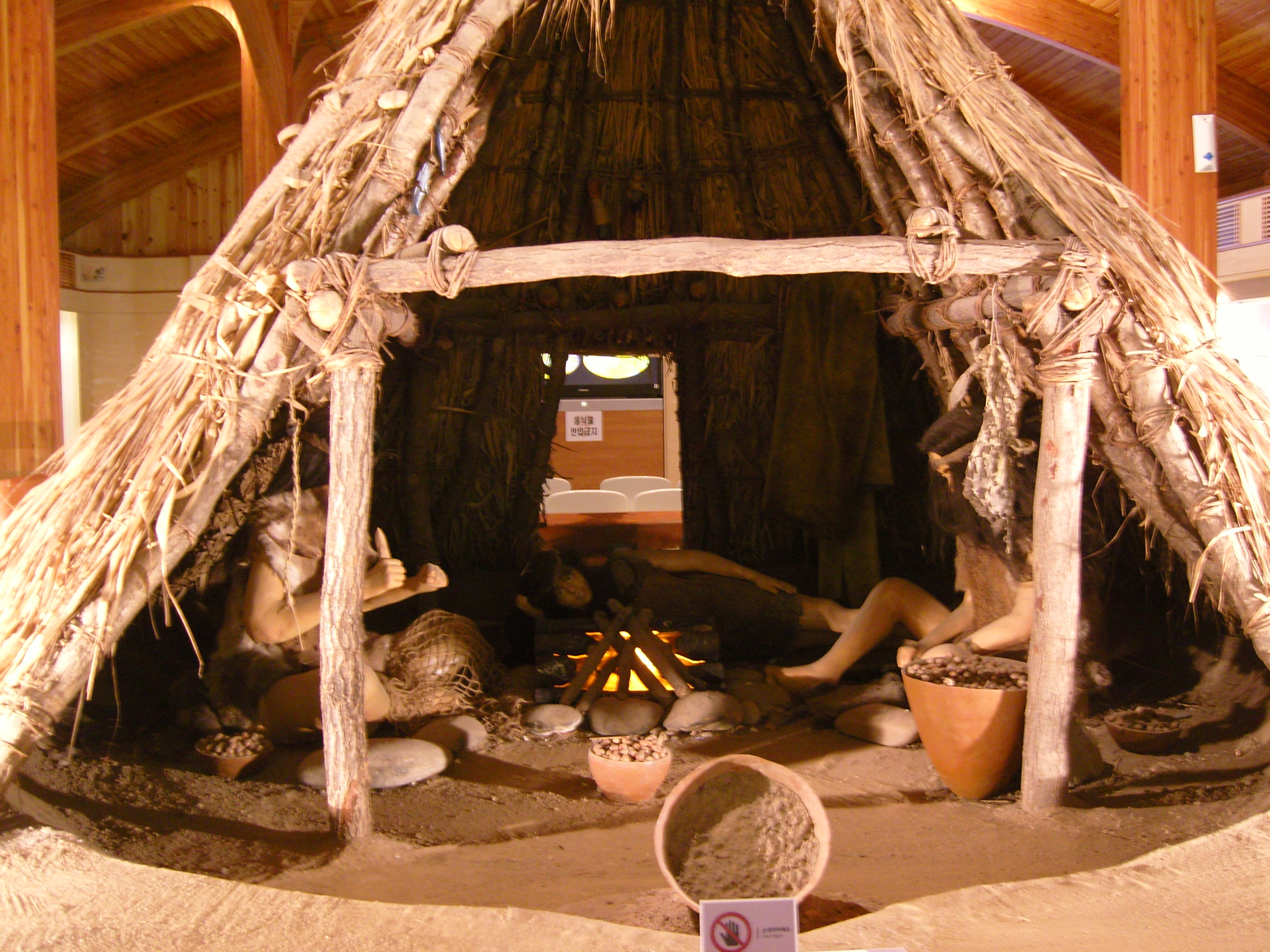
Ricostruzione di un'abitazione seminterrata di Amsa-dong

È la fase di espansione della ceramica "a pettine" (inglese: comb-patterned pottery). Questo tipo è chiamato, in coreano, chulmun togi, jeulmun togi o bitsalmuni togi. Il decoro a tratti incisi paralleli appare su vasi a base piatta (nord-est ed est) e su vasi a base appuntita (nord-ovest, centro-ovest e sud). sui vasi a base appuntita del centro ovest si distinguono due tipi: quelli che mostrano solamente un unico motivo, e quelli che ne mostrano vari, come sul sito di Amsa-dong. Questo tipo di ceramica si ritrova nel nord-est della Cina, ma anche in tutta l'Eurasia (ad esempio, la cultura della ceramica a pettine nel nord-est dell'Europa neolitica).
Nel corso di questa fase appaiono altri indici di neolitizzazione. La cultura del miglio è attestata su vari siti del periodo Jeulmun. Vi si trova il miglio degli uccelli (setaria italica) e il miglio comune (panicum miliaceum). È stato scoperto anche un campo dedicato alla cultura del riso su terreno non inondato. Ma il territorio di allora è poco popolato e l'investimento nella valorizzazione dei campi molto ridotto. Questi due fattori spiegano il fatto che le piccole comunità dei villaggi che inizialmente si accrescevano un po', si siano poi sistematicamente frammentate e disperse: non appena sembra apparire una forma di potere, al di là dei limiti del nucleo familiare, la comunità si disperde. Così nessuna forma di gerarchia sociale è apparsa in Corea nel corso di questo lunghissimo periodo.
I principali siti conosciuti sono Amsa-dong a Seul, Sopohang (Rasŏn), Gado (Jeonbuk), Osan-ri (Gangwon), Sejuk-ri (Ulsan) e Dongsam-dong a Pusan.

### Fase 4: 3000-2000 a.C.
Questo periodo si estende dal 3000 al 2000 a.C. Il regime resta basato sulla pesca in mare, la caccia e i frutti di mare come mostrano i numerosi ammassi conchiliacei. Tuttavia, esiste l'agricoltura e sono stati ritrovati utensili per l'agricoltura oltre a resti di piante carbonizzate. Le ceramiche sono decorate mediante linee curve.
Il numero di siti diminuisce molto e questi sono meno dispersi. La maggior parte dei siti sono più piccoli e il numero di abitazioni è in media inferiore a 5, mentre i più importanti si limitano a 38 abitazioni.

### Fase 5: 2000-1500 a.C.
Il Jeulmun tardo (dal 2000 al 1500 a.C.) vede un abbassamento dell'importanza del consumo di frutti di mare e un rafforzamento degli insediamenti all'interno delle terre, il che rende la popolazione più dipendente dalle piante coltivate. Tra le altre tecniche, questa si mette a praticare un'agricoltura itinerante sui terreni debbiati. Indici lasciano pensare che la cultura del riso comincia a espandersi nel bacino del fiume Han.
Kim Jangsuk aveva suggerito che questi gruppi di cacciatori-raccoglitori sarebbero stati respinti gradualmente del loro territorio da una nuova popolazione migrante verso il sud, praticando un'agricoltura itinerante più efficace e portatrice della cultura della ceramica Mumun (non decorata), il che avrebbe avuto come effetto di tagliarli fuori dai loro terreni di caccia. Ma questa opinione è contestata da uno studio recente delle ceramiche Jeulmun tarde, che testimoniano di una lenta evoluzione verso i caratteri della ceramica Mumun: non c'è da immaginare una qualunque "invasione", l'evoluzione si sarebbe prodotta localmente.

## Avvenire della ricerca
Come già detto, l'inizio di questo periodo è segnato dall'innalzamento del livello del mare causato dalla fine dell'Era glaciale: dall'8000 al 4000 a.C., il mare sale di 30 metri, per raggiungere il suo livello attuale e finisce di fare della Corea una penisola. Un fenomeno che ha colpito particolarmente le zone di pianura del Mar Giallo e dello stretto di Corea. Gli insediamenti costieri sono stati dunque progressivamente sommersi, via via che indietreggiavano davanti alla salita delle acque. Così, per l'avvenire, lo sviluppo auspicato dell'archeologia sottomarina e delle tecniche di scavo permetterà di rinnovare radicalmente le conoscenze sulla Preistoria e su questa cultura Jeulmun, molto probabilmente ben radicata su coste che, oggigiorno, sono sommerse.

### Annotazioni
- I siti archeologici coreani sono denominati in funzione delle divisioni amministrative tradizionali che sono indicate dalla terminazione del nome composto corrispondente al sito: così "... - dong" corrisponde a un distretto urbano, "... - ri", a un villaggio rurale e "... -do", a un sito su un'isola.

### Fonti
1. 1 2  Keiji Imamura, «Prehistoric Japan: New Perspective on Insular East Asia», p. 67, University of Hawaii Press, 1996, 246 pp.
2. 1 2 3  Anthropological Archaeology 12/2015, p. 161.
3. ↑  Anthropological Archaeology 12/2015, p. 180.
4. ↑  Anthropological Archaeology 12/2015, p. 161.
5. ↑  Anthropological Archaeology 12/2015, pp. 160-182.
6. ↑  Early Korea 1, 2008, p. 159.
7. ↑  Anthropological Archaeology 12/2015, p. 162.
8. 1 2  Tadashi Nishitani, «La Corée», capitolo 15 del libro dell'Unesco, «Histoire de l'humanité», volume 2, pp. 1028-1034, 2001.
9. ↑  Korean Ceramics 2008, pp. 24 e 26.
10. ↑  Anthropological Archaeology 12/2015, p. 163.
11. 1 2  Olivier Van Ingelgem, «L'agriculture sud-coréenne», L'Harmattan, 202 pp., maggio 2012.
12. ↑  Anthropological Archaeology 12/2015, p. 160.
13. ↑  Anthropological Archaeology 12/2015, p. 163: pubblicazioni del 2013 e 2014.
14. ↑  Anthropological Archaeology 12/2015.
15. ↑  Kim, Jangsuk 2003. Land-use Conflict and the Rate of Transition to Agricultural Economy: A Comparative Study of Southern Scandinavia and Central-western Korea, in Journal of Archaeological Method and Theory, vol. 10, n. 3, pp. 277-321.
16. ↑  Early Korea 1, 2008, p. 164.
17. ↑  Christian Perrenou (geologo presso il Centro Europeo di Ricerche Preistoriche, MNHN), in                                              (FR) Sophie Grégoire (direttrice del Centro Europeo di Ricerche Preistoriche, Tautavel), professor Henry de Lumley (direttore dell'Istituto di paleontologia umana), Vincenzo Celiberti (preistorico al Centro Europeo di Ricerche Preistoriche, UPVD), Anne Marie Moigne (paleontologa al Centro Europeo di Ricerche Preistoriche, MNHN), Amélie Vialet (paleoantropologa al Centro Europeo di Ricerche Preistoriche, MNHN), Christian Perrenou (geologo al Centro Europeo di Ricerche Preistoriche, MNHN), Florent Détroit (paleoantropologa al Museo nazionale di storia naturale), con la testimonianza di vari ricercatori coreani e documenti di archivio, "La Corée des Origines", exposition au Musée de Préhistoire de Tautavel, su Musée de Préhistoire de Tautavel, 2016.